# Matsudaira
Die Matsudaira (japanisch 松平氏, Matsudaira-shi) waren eine Familie des japanischen Schwertadels (Buke) aus dem Gebiet Matsudaira in der alten Provinz Mikawa, der heutigen Präfektur Aichi. Er strebte im 16. Jahrhundert auf und ist vor allem für seinen berühmtesten Vertreter bekannt, den Shōgun Tokugawa Ieyasu.
Als Matsudaira Takechiyo (松平 竹千代) geboren, änderte dieser seinen Namen, um seine (historisch nicht nachgewiesene) Abstammung vom prestigereichen Haus der Minamoto zu beweisen. So wurde er der Begründer der Tokugawa-Familie und erster Shōgun dieser Dynastie.
Bevor Ieyasu diesen Schritt vollzog, zählte der Matsudaira-Klan 14 Zweigfamilien:
- Takenoya (竹谷)
- Katahara (形原)
- Ōgusa (大草)
- Nagasawa (長沢)
- Nōmi (能見)
- Goi (五井)
- Fukōzu (深溝)
- Ogyū (大給)
- Takiwaki (滝脇)
- Fukama (福釜)
- Sakurai (桜井)
- Tōjō (東条)
- Fujii (藤井)
- Mitsugi (三木)

In der Edo-Zeit, in der die Provinzen durch die Daimyate als Verwaltungsstrukturen abgelöst wurden, schafften es viele der Zweigfamilien, selbst Daimyate zu erhalten und den Daimyō zu stellen.
Weiterhin erlaubte das Edo-Shogunat einer Reihe von Daimyō, Maeda, Date, Kuroda, Asano, Nashima, Mōri, Ikeda, Hachisuka, Yamanouchi u. a., den Namen Matsudaira zu führen, so wie es oft in der Bezeichnung der Residenz in Edo auf den Stadtteilkarten zu lesen ist.
Die Matsudaira-Familie existiert immer noch. Sie treffen sich, zusammen mit den anderen Adeligen, in der Vereinigung Kasumikaikan (霞会館) mit Sitz in der 34. Etage des Kasumigaseki Building in Tokyo. Ein bekanntes Mitglied ist Matsudaira Yorihiro, der 1981 den Bronzenen Wolf der World Organization of the Scout Movement als Auszeichnung für außerordentliche Verdienste erhielt.

## Linien mit Daimyō-Rang
Liste der 40 Daimyō aus dem Clan Matsudaira im Jahr 1864 (vor der Mito-Rebellion)
| Linie                               | Daimyō                            | Han                           |
| ----------------------------------- | --------------------------------- | ----------------------------- |
| Vor der Edo-Zeit entstandene Linien |                                   |                               |
| Ōgyū (大給)                         | Matsudaira Noritsune (松平 乗秩)  | Nishio (西尾藩)               |
| Ōgyū (大給)                         | Matsudaira Noritoshi (松平 乗命)  | Iwamura (岩村藩)              |
| Ōgyū (大給)                         | Matsudaira Norikata (松平 乗謨)   | Tanokuchi (田野口藩)          |
| Ōgyū (大給)                         | Matsudaira Chikayoshi (松平 近説) | Funai (府内藩)                |
| Sakurai (桜井)                      | Matsudaira Tadaoki (松平 忠興)    | Amagasaki (尼崎藩)            |
| Fujii (藤井)                        | Matsudaira Nobutsune (松平 信庸)  | Kaminoyama (上山藩)           |
| Fujii (藤井)                        | Matsudaira Tadanari (松平 忠礼)   | Ueda (上田藩)                 |
| Takiwaki (滝脇)                     | Matsudaira Nobufumi (松平 信書)   | Ojima (小島藩)                |
| Katahara (形原)                     | Matsudaira Nobuyoshi (松平 信義)  | Tamba-Kameyama (丹波亀山藩)   |
| Fukōzu (深溝)                       | Matsudaira Tadakazu (松平 忠和)   | Shimabara (島原藩)            |
| Nomi (能見)                         | Matsudaira Chikayoshi (松平 親良) | Kitsuki (杵築藩)              |
| In der Edo-Zeit entstandene Linien  |                                   |                               |
| Echizen (越前)                      | Matsudaira Yoshitomo (松平 慶倫)  | Tsuyama (津山藩)              |
| Echizen (越前)                      | Matsudaira Mochiaki (松平 茂昭)   | Fukui (福井藩)                |
| Echizen (越前)                      | Matsudaira Naoyasu (松平 直静)    | Itoigawa (糸魚川藩)           |
| Echizen (越前)                      | Matsudaira Sadayasu (松平 定安)   | Matsue (松江藩)               |
| Echizen (越前)                      | Matsudaira Naooki (松平 直巳)     | Hirose (広瀬藩)               |
| Echizen (越前)                      | Matsudaira Naotoshi (松平 直哉)   | Mori (母里藩)                 |
| Echizen (越前)                      | Matsudaira Naokatsu (松平直克)    | Kawagoe (川越藩)              |
| Echizen (越前)                      | Matsudaira Yoshinori (松平 慶憲)  | Akashi (明石藩)               |
| Ochi (越智)                         | Matsudaira Takeakira (松平 武聰)  | Hamada (浜田藩)               |
| Aizu (会津)                         | Matsudaira Katamori (松平 容保)   | Aizu (会津藩)                 |
| Owari (尾張)                        | Matsudaira Yoshitake (松平 義勇)  | Takasu (高須藩)               |
| Kishū (紀州)                        | Matsudaira Yorihide (松平 頼英)   | Saijō (西条藩)                |
| Mito (水戸)                         | Matsudaira Yoritoshi (松平 頼聰)  | Takamatsu (高松藩)            |
| Mito (水戸)                         | Matsudaira Yorinori (松平頼升)    | Moriyama (守山藩)             |
| Mito (水戸)                         | Matsudaira Yoritsugu (松平 頼縄)  | Hitachi-Fuchū (常陸府中藩)    |
| Mito (水戸)                         | Matsudaira Yorinori (松平 頼徳)   | Hitachi-Shishido (常陸宍戸藩) |
| Linien fremder Clans                |                                   |                               |
| Hisamatsu (久松)                    | Matsudaira Katsuyuki (松平 勝行)  | Tako (多胡藩)                 |
| Hisamatsu (久松)                    | Matsudaira Katsushige (松平 勝成) | Iyo-Matsuyama (伊予松山藩)    |
| Hisamatsu (久松)                    | Matsudaira Sadaaki (松平 定敬)    | Kuwana (桑名藩)               |
| Hisamatsu (久松)                    | Matsudaira Sadanori (松平 定法)   | Imabari (今治藩)              |
| Honjō (本庄)                        | Matsudaira Munehide (松平 宗秀)   | Miyazu (宮津藩)               |
| Matsui (松井)                       | Matsudaira Yasuhiro (松平 康泰)   | Tanagura (棚倉藩)             |
| Okudaira (奥平)                     | Matsudaira Tadazane (松平 忠誠)   | Oshi (忍藩)                   |
| Okudaira (奥平)                     | Matsudaira Tadayuki (松平 忠恕)   | Obata (小幡藩)                |
| Ōkōchi (大河内)                     | Matsudaira Nobuhisa (松平 信古)   | Mikawa-Yoshida (三河吉田藩)   |
| Ōkōchi (大河内)                     | Matsudaira Teruaki (松平 輝聲)    | Takasaki (高崎藩)             |
| Ōkōchi (大河内)                     | Matsudaira Masatada (松平 正質)   | Ōtaki (大多喜藩)              |
| Takatsukasa (鷹司)                  | Matsudaira Nobuoki (松平 信発)    | Yoshii (吉井藩)               |
| Toda (戸田)                         | Matsudaira Mitsuhisa (松平 光則)  | Matsumoto (松本藩)            |
| Toda (戸田)                         | Matsudaira N.N (松平)             | Utsunomiya (宇都宮藩)         |
| Toda (戸田)                         | Matsudaira N.N. (松平)            | Takatoku (高徳藩)             |
| Toda (戸田)                         | Matsudaira N.N. (松平)            | Ashikaga (足利藩)             |
| Toda (戸田)                         | Matsudaira Ujitaka (松平 氏共)    | Ōgaki (大垣藩)                |
| Toda (戸田)                         | Matsudaira N.N. (松平)            | Nomura (野村藩)               |